# Wężówki
Wężówki (Anhingidae) – monotypowa rodzina ptaków z rzędu głuptakowych (Suliformes).

## Zasięg występowania
Rodzina obejmuje gatunki występujące w Eurazji, Ameryce, Afryce i Australazji.

## Morfologia
Długość ciała 81–97 cm, długość dzioba 71–88 mm, rozpiętość skrzydeł 116–128 cm; masa ciała 1058–1815 g. Rodzina obejmuje duże ptaki, występujące nad wodami słodkimi i żywiące się rybami. Mają one bardzo długą, cienką szyję zakończoną małą głową i długim, sztyletowatym dziobem z piłkowanymi krawędziami. Ogon również długi, zewnętrzne pióra karbowane. Upierzenie czarne, szare, brązowe lub białe, przy czym samice są jaśniejsze od samców.

## Systematyka

### Etymologia
- Ptynx: gr. πτυγξ ptunx, πτυγγος ptungos „niaznany ptak”, prawdopodobnie „puchacz”. Gatunek typowy: Plotus anhinga Linnaeus, 1766.
- Anhinga: nazwa Anhinga oznaczająca w języku tupi „mała głowa” dla złego ducha lasu, diabelskiego ptaka[11].
- Plotus: łac. plotus lub plautus „płaskostopy”[11]. Gatunek typowy: Plotus anhinga Linnaeus, 1766.
- Liptornis: gr. λιπτω liptō „pragnąć, pożądać”; ορνις ornis, ορνιθος ornithos „ptak”[11]. Gatunek typowy: †Liptornis hesternus Ameghino, 1894.
- Notoplotus: gr. νοτος notos „południe”; genus Plotus Linnaeus, 1766[11]. Gatunek typowy: Plotus novaehollandiae Gould, 1847.

### Podział systematyczny
Do rodziny należy jeden rodzaj i następujące gatunki żyjące współcześnie:
- Anhinga anhinga (Linnaeus, 1766) – wężówka amerykańska
- Anhinga novaehollandiae (Gould, 1847) – wężówka australijska
- Anhinga rufa (Daudin, 1802) – wężówka afrykańska
- Anhinga melanogaster Pennant, 1769 – wężówka indyjska